# 第79步兵師 (德國國防軍)
第79步兵師（德語：79. Infanterie-Division）是納粹德國國防軍陸軍的一個步兵師。該師於1939年組建。

## 战史
第二次世界大戰期間，該師一直在德國西部待命，沒有參與入侵波蘭行動。1940年，該師參與入侵法國行動。1941年，該師參與巴巴羅薩行動，此後一直在東線作戰。

### 斯大林格勒
1942年10月，从红军桥头堡前的阵地出发，穿过谢拉菲莫维奇的顿河到达斯大林格勒。第6集团军左翼的後部被严重削弱，第79步兵師进行替补，以取代斯大林格勒城战役中步兵的严重损失，为天王星行动的成功做出了贡献，红军的北部夹击攻击轴穿过了第79步兵師的前阵地，这些阵地被移交给了罗马尼亚第5步兵师。
1942年10月17日，该师开始进攻斯大林格勒，它参与了极其激烈的红十月拖拉机厂的战斗。当苏联于1942年11月19日发起攻势时，第79师是被困在包围圈中的部队之一，第79步兵師于11月24日被彻底包围。第6集团军于1943年1月31日投降。1943年1月8日至9日，包括团长汉斯·施万贝克中尉（Oberst Hans Schwanbeck）飞离斯大林格勒。当德军投降时，该师及其指挥官亚历山大·冯·丹尼尔斯（Alexander von Daniels）将军向红军投降。

### 重建
79步兵师于1943年1月12日由苏军包围圈之外的其他部队的残余部队重组而成。该师随后参加了新切尔卡斯克地区的行动，直至1943年3月13日解围。该师于1943年4月在沃尔诺瓦卡地区进行了整修，重返战场。在1943年8月到达库班桥头堡之前，该师进行了多次防御行动。该师与其余德军一起撤退到乌克兰。

### 罗马尼亚
1944年，第79团在罗马尼亚成立，隶属第6集团军第4军。44年8月中，第79师是试图占领雅西的师之一。1944年8月23日，随着罗马尼亚政变，第79师在罗马尼亚奇特卡尼（Chițcani）附近贝尔拉德河再次被包围并几乎被歼灭。不到1000名士兵成功逃脱。弗里德里希·魏克内希特将军和该师向红军投降。

### 后续
1944年10月27日，该师在西普鲁士第二次重建，改編為第79國民擲彈兵師（德語：79. Grenadier-Division）。它只有10%的退伍军人，并且主要是通过吸收第586国民掷弹兵师（卡茨巴赫）来弥补的。1944年12月11日，第79国民掷弹兵师被分配到德国比特堡附近的第7集团军预备役部队。尽管兵力已减半，第79团还是参加了中秋行动。
該師最後於1945年4月向美军投降。

## 註腳
1. ↑  Mitcham（2007年）